# 苏州基督教新教
苏州基督教新教傳入苏州最早可追溯至19世纪下半葉。1946年，苏州基督教共有卫理公会、长老会、圣公会、浸信会、安息日会、使徒信心会、基督徒聚会处 、灵粮堂8个宗派的14所教堂，9个分堂和布道所。
文革期間，所有教會活動被迫停止。1979年下半年，苏州三自爱国运动委员会和教会组织恢复。1980年起，部分舊教堂陸續修复开堂。

## 历史

### 晚清
基督教新教传入苏州最早可溯源于19世纪下半叶。
1858年，美南监理会传教士从上海首次访问苏州。
1860年，太平天国军攻占苏州以后，美国传教士高帝丕、花蘭芷、赫威尔来苏，受到良好的礼遇。1860年7月初 ，英国伦敦会的艾约瑟、杨格非、杨笃信等五人也到苏州，会见了忠王李秀成，了解太平天国的真实情况，得到圆满的答复。
1867年，戈登手下的军官史密德作为美北长老会宣教士来苏开辟基地，在盘门小仓口设学布道，开始培养传道人员。
1868年，美南监理会差会得以正式在苏州立足。1869年，美南监理会牧师蓝柏和华人曹子实在十全街5号信徒殷勤山家中开设布道所并开办存养书院。
此后，美南监理会在苏州陆续设立了3个主要教堂：天赐庄苏州圣约翰堂、宫巷乐群社会堂和养育巷救世堂；以及著名的东吴大学、景海女师和博习医院。
1872年，美南长老会牧师杜步西夫妇亦来苏，在葑门城桥头设学，并在养育巷购地自建教堂（1925年重建，名思杜堂）。
其他美国差会，包括美北长老会、美南浸信会和美国圣公会等也陆续抵达苏州，建立起自己的传教、教育和医疗事业。

### 民国
民国期间，苏州教会发展日益迅速。五卅惨案前后，爱国人士不满帝国主义奴役中国，发起非基督同盟运动。在这同时，基督教内部也开展本色运动，发起了请求和平活动。教会中有识之士也适应潮流，聘华人任教会学校和医院负责人。1928年，杨永清任东吴大学校长，为华人教会大学校长第一人。基督教将本色运动重点放在农村。抗日战争期间，教会一度陷入困境。
抗战胜利后，西方差会又复兴，城乡各堂全部恢复。至1946年，苏州基督教共有卫理公会、长老会、圣公会、浸信会、安息日会、使徒信心会、基督徒聚会处 、灵粮堂8个宗派的14所教堂，9个分堂和布道所。

### 人民共和国
解放初，各教会基本维持原状。
1950年，朝鲜战争爆发，外籍传教士撤离，苏州基督教断绝与外国包括经济在内的一切联系，教会和教堂全部由中国宗教组织自主管理，走上三自道路。1955年4月13日，中国基督教三自爱国运动委员会苏州市分会成立，使苏州基督教成为有中国特色的社会主义事业的一部分。
文革浩劫期间，所有教会活动被迫停止。1979年下半年，苏州三自爱国运动委员会和教会组织恢复。
1980年4月6日复活节，思杜堂（即今使徒堂）修复开堂。
1981年10月11日，宫巷乐群社会堂修复开堂（即今宫巷堂）。
1999年，苏州圣约翰堂修复，作为苏州市基督教“两会”（苏州市三自爱国运动委员会和苏州市基督教协会）办公场所和苏南义工培训中心。

## 教堂

### 使用中
- 苏州圣约翰堂：1869年美南监理会差会在苏州创建的第一座教堂，又名首堂。1882年以后位于城东南的天赐庄（今十梓街东端，苏州大学门前），1915年重建。
- 乐群社会堂（宫巷堂）：1891年美南监理会差会创建，位于古城中心部位的宫巷。1921年重建。
- 思杜堂（使徒堂）：1872年美南长老会差会创建，位于城内养育巷。堂名是为了纪念该会传教士杜步西。1925年重建。
- 狮山堂：位于苏州新区玉山路170号，于2007年7月献堂。有主堂1座，附房1座组成。
- 救世堂：1889年美南监理会差会创建，1924年重建后，位于城内养育巷慕家花园口。现被列为文物保护单位。2010年教会收回修复后复堂。
- 独墅湖教堂：位于苏州工业园区独墅湖高教区旁边，2008年上半年奠基，2010年献堂。
- 甪直堂：位于吴中区甪直古镇，1939年建堂，2003年重建。

### 遗迹
- 崇道堂：1899年美南长老会差会创建，位于齐门外。1913年重建。
- 嘉音堂：1896年美南浸信会差会创建，位于谢衙前。
- 救恩堂：1901年美北长老会差会创建，位于阊门外上津桥。
- 天恩堂：1902年美国圣公会差会创建，位于桃花坞。
- 信心会堂：1919年使徒信心会创建，位于民治路。

## 前教会学校
- 东吴大学（Soochow University），美南监理会差会创建，位于天赐庄，现为苏州大学。
- 东吴大学附属中学
  - 景海女师（Laura Haygood Memorial School for Women），美南监理会差会创建，位于天赐庄。
  - 晏成中学（Yates Academy），美南浸信会创办，位于谢衙前。
  - 惠灵女中（Weiling Girl's School），美南浸信会创办，位于谢衙前。
  - 桃坞中学，美国圣公会创办，位于桃花坞。
  - 萃英中学（Vincent Miller Academy），美北长老会创办。位于阊门外义慈巷。

## 前教会医院
- 博习医院：美南监理会差会创建，位于天赐庄。1954年6月易名为苏州市第一人民医院，2000年被确定为苏州大学附属第一医院。
- 福音医院：美南长老会差会创建，位于齐门外。
- 更生医院：美北长老会差会创建，位于阊门外。